# Törnrosa (film)
Törnrosa (engelska: Sleeping Beauty) är en amerikansk tecknad långfilm från 1959, producerad av Walt Disney Productions och Buena Vista Distribution. Filmen är baserad på sagan om Törnrosa av Charles Perrault. Filmen är den sextonde animerade långfilmen producerad av Walt Disney, och dessutom den sista som bygger på en saga (efter hans död återvände studion till genren med Den lilla sjöjungfrun från 1989).
Filmen producerades under nästan hela 1950-talet: handlingen av filmen påbörjades år 1951, rösterna spelades in år 1952, animationsproduktionen från 1953 fram till 1958 och musiken spelades in år 1957.

## Musik och bakgrundsmålningar
I filmen används till stor del musik från Tjajkovskijs balett med samma namn, som till filmen bearbetats av kompositören George Bruns. Visuellt präglas filmen stort av Eyvind Earles bakgrundsmålningar.

## Handling
Filmen börjar med att kung Stefan och hans drottning firar att de äntligen har fått en dotter. De har gett henne namnet Aurora (efter gryningens gudinna) då hon fyller sin fars och mors liv med solsken. Som nyfödd trolovas hon med den några år äldre prins Filip. Under firandet kommer även de goda féerna Flora (klädd i rött), Fina (i grönt) och Magdalena (i blått) för att ge prinsessan varsin gåva. Flora ger henne skönhetens gåva och Fina ger henne sångens gåva. När det är Magdalenas tur gör plötsligt den onda fen entré. Eftersom hon inte blev inbjuden hämnas hon genom att ge Aurora en förbannelse: innan kvällen på hennes sextonde födelsedag ska hon sticka sig i fingret på sländan till en spinnrock och dö. Men som tur är har Magdalena inte gett sin gåva till Aurora, så hon använder den till att ändra den onda fens förbannelse. Istället för att dö när hon rör vid spinnrocken, kommer Aurora att falla i sömn som hon kan väckas ur genom en sann kärlekskyss.
De goda féerna har kännedom om att den onda fen är en extremt kraftfull fe som kommer att kämpa för att få sin förbannelse uppfylld. De tar därför Aurora till en stuga i skogen, där hon kan bo med dem som ett hittebarn hos tre bondkvinnor, och hon kan hållas säker tills hon fyller sexton och förbannelsen slutar gälla. De kallar henne Törnrosa för att beskydda henne till fullo.
I skogen växer Törnrosa upp till en vacker ung kvinna, med skinande ljust hår, rosenröda läppar och en vacker sångröst. På sin sextonde födelsedag är hon ute och plockar bär medan de goda féerna förbereder en överraskning. Hon pratar med djuren i skogen och sjunger, och hennes änglalika röst väcker uppmärksamhet hos prins Filip, som är ute i skogen med sin häst och har vuxit upp till en stilig ung man. De möts medan Törnrosa sjunger om sin drömprins, och under sång och dans blir de omedelbart förälskade i varandra. Törnrosa vågar dock inte säga vad hon heter och springer hem, utan att de vet varandras namn. I stugan får hon veta att hon aldrig får träffa den unge mannen igen, när Flora, Fina och Magdalena berättar vem hon egentligen är och säger att hon är förlovad med en prins vid namn Filip. De lämnar skogen och anländer till slottet.
Medan de goda féerna förberedde överraskningen (en prinsessklänning och en tårta) använde de sig av sina trollstavar (fast de egentligen bestämt att de skulle undvika det för att inte bli upptäckta), vilket gjorde att den onda fens fågel Diablo hittade dem. Så när Aurora anlänt till slottet med de goda feerna och blivit lämnad ensam en liten stund, visar sig den onda fen för henne och förhäxar/hypnotiserar henne att följa ett grönt ljus upp till det högsta tornet i slottet, där en spinnrock väntar på henne. Efter den onda fens uppmaning rör Aurora vid sländan, vilket fullbordar förbannelsen. Hon faller till golvet och faller i djup sömn. De goda féerna lägger Aurora på hennes säng med en röd ros i sin hand, och de beslutar att sprida denna sömn över hela riket tills de kan hitta ett sätt att bryta denna förbannelse, för att kungen och drottningen inte ska bli förkrossade.
De får reda på att det var prins Filip som Aurora träffade i skogen och inser att han kan väcka henne, men han har fångats och fängslats av den onda fen. Hon kommer till hans cell och berättar om Auroras förbannelse för att reta honom. Flora, Fina och Magdalena smyger sig in i den onda fens slott i de förbjudna bergen, där de fritar prinsen och hjälper honom att fly. De beväpnar prins Filip med ett magiskt svärd och en sköld, och efter att de tagit sig igenom alla törnbuskar den onda fen placerat kring Stefans slott, strider Filip mot henne när hon förvandlas till en gigantisk eldsprutande drake. Prinsen kastar (med de goda féernas hjälp) sitt magiska svärd mot drakens hjärta, och dödar henne. Filip rusar upp till Auroras sängkammare, och avlägsnar förbannelsen med en kyss. Aurora återförenas med sina föräldrar och dansar därefter med Filip.

## Rollista
Denna lista visar den engelska originalversionen och båda de svenska dubbningarna från åren 1959 och 1980. Omdubbningen är också den version som visats på bio sedan 1980 och som getts ut på VHS, DVD och Blu-ray.
| Roll                      | Engelsk röst               | Svensk röst (1959)    | Svensk röst (1980)       |
| Aurora/Törnrosa           | Mary Costa                 | Liz-Beth Olsson       | Birgitta Larsson         |
| Prins Filip               | Bill Shirley               | Jan Malmsjö (dialog)  | Jonas Bergström (dialog) |
| Prins Filip               | Bill Shirley               | Lasse Lönndahl (sång) | Stefan Dahlberg (sång)   |
| Den onda fen              | Eleanor Audley             | Birgitta Valberg      | Fillie Lyckow            |
| Flora                     | Verna Felton               | Sif Ruud              | Lill Lindfors            |
| Fina                      | Barbara Jo Allen           | Margit Andelius       | Agneta Prytz             |
| Magdalena                 | Barbara Luddy              | Yvonne Lombard        | Maud Hansson             |
| Kung Stefan               | Taylor Holmes              | Ingvar Kjellson       | Åke Lagergren            |
| Kung Hubert               | Bill Thompson              | Bengt Eklund          | John Harryson            |
| Härolden/Ceremonimästaren | Hans Conried               | Alf Kjellin           | Sture Ström              |
| Vaktmonster               | Candy Candido Pinto Colvig | Bengt Eklund          | Bert-Åke Varg            |
| Berättaren                | Marvin Miller              | Gustaf Molander       | Gösta Prüzelius          |
| Drottning Leah            | Verna Felton               | Gun Hellberg          | Gunilla Norling          |

## Animatörer
| - Marc Davis - Ollie Johnston - Milt Kahl - John Lounsbery - Frank Thomas | - Hal Ambro - Bob Carlson - Eric Cleworth - Blaine Gibson - Ken Hultgren - John Kennedy - Hal King - Fred Kopietz | - Don Lusk - George Nicholas - Ken O'Brien - John Sibley - Henry Tanous - Harvey Toombs - Robert W. Youngquist | - Dick Anthony - Frank Armitage - Al Dempster - Ralph Hulett - Bill Layne - Fil Mottola - Walt Peregoy - Anthony Rizzo - Richard H. Thomas - Thelma Witmer | - Ray Aragon - Tom Codrick - Basil Davidovich - Don Griffith - Victor Haboush - Joe Hale - Jack Huber - Homer Jonas - Ernie Nordli - McLaren Stewart |

## Övriga medverkande (i urval)
- Produktionsdesign: Ken Anderson, Don DaGradi
- Klippning: Roy M. Brewer Jr., Donald Halliday
- Omarbetning av musik: George Bruns
- Körarrangemang: John Rarig
- Musikredigering: Evelyn Kennedy

## Sånger
| Originaltitel               | Svensk titel           |
| --------------------------- | ---------------------- |
| Hail to the Princess Aurora | Hell prinsessan Aurora |
| I Wonder                    | Jag undrar             |
| Once Upon a Dream           | En gång i en dröm      |
| Skumps                      | Skump                  |
| Sleeping Beauty Song        | Törnrosa sov gott      |

## Svenska premiärer
- 19 december 1959 - Svensk biopremiär på biografen China[8]
- 13 december 1969 - Svensk nypremiär på biografen Riviera med Skepp ohoj – Kapten Anka som extrafilm[9]
- 29 mars 1980 - Svensk nypremiär på biograferna Ricardo och China med nytt dialogspår[10]
- hösten 1988 - Hyrvideopremiär[11]
- 8 september 1995 - Svensk nypremiär på biograferna Rigoletto, Filmstaden, Draken, Rival och Camera[12]

## Nyrelease på DVD och release på Blu-ray
I USA släpptes Törnrosa i form av Platinum Edition på DVD i oktober 2008 och för första gången i Disneys historia även på Blu-ray. I Sverige släpptes Törnrosa den 19 november 2008.